# Юнер-Олох
Юнер-Олох (якут. Үүнэр Олох) — село в Намском улусе Якутии России. Входит в состав Хомустахского 2-го наслега.

## География
Село находится в пределах Центрально-Якутской равнины, на правом берегу реки Лена, у озера Усун-Кюёль, на расстоянии 31 км от села Намцы, административного центра улуса.
Климат
Средняя температура января −42 °C, июля +17…+18 °С. Осадков выпадает около 200—250 мм в год.

## История
Согласно Закону Республики Саха (Якутия) от 30 ноября 2004 года N 173-З N 353-III село вошло в образованное муниципальное образование Хомустахский 2-й наслег.

## Население
| 2002 | 2010 | 2021 |
| ---- | ---- | ---- |
| 3    | ↘0   | ↗1   |

Национальный состав
Согласно результатам переписи 2002 года, в национальной структуре населения якуты составляли 100 % из 3 чел.

## Улицы
В селе имеется одна улица — Юнер.

## Инфраструктура
Объекты инфраструктуры — средняя общеобразовательная школа, учреждения здравоохранения и торговли — находится в центре наслега — селе Хатас.